# Nhôm fluoride
Nhôm fluoride (AlF3) là một hợp chất vô cơ sử dụng chủ yếu trong sản xuất nhôm. Chất rắn không màu này có thể được điều chế bằng tổng hợp nhưng cũng xuất hiện trong tự nhiên.

## Sản xuất
Phần lớn nhôm fluoride được sản xuất bằng cách xử lý alumina với axit hexaflorosilixic(IV):
H2SiF6 + Al2O3 → 2AlF3 + SiO2 + H2O
Ngoài ra, nó được sản xuất bằng cách phân hủy nhiệt của amoni hexafloroaluminat. Để điều chế trong phòng thí nghiệm quy mô nhỏ, AlF3 cũng có thể được điều chế bằng cách xử lý nhôm(III) hydroxide hoặc kim loại nhôm với HF.
Nhôm fluoride trihydrat được tìm thấy trong tự nhiên như rosenbergit, một khoáng sản quý hiếm.

## Cấu trúc
Cấu trúc của nó giống như các mô-típ rheni trioxit, có AlF6 bát diện méo. Mỗi fluoride được kết nối với hai trung tâm Al. Do có cấu trúc phân tử 3 chiều của nó, AlF3 có điểm nóng chảy cao. Các trihalua khác của nhôm ở trạng thái rắn khác nhau, AlCl3 có cấu trúc lớp và AlBr3 và AlI3, là phân tử đime. Ngoài ra chúng có điểm nóng chảy thấp và bốc hơi dễ dàng để tạo ra đime. Trong nhôm fluoride, pha khí tồn tại các phân tử như tam giác của D3h đối xứng. Chiều dài liên kết Al–F của phân tử khí này là 163 h.
Giống như hầu hết trifluoride khác, AlF3 có cấu trúc phẳng khi bốc hơi.

## Ứng dụng
Nhôm fluoride là một chất phụ gia quan trọng để sản xuất nhôm bằng điện phân. Cùng với cryolit, nó làm giảm nhiệt độ nóng chảy xuống dưới 1000 ℃ và làm tăng độ dẫn điện của dung dịch. Nó thành muối nóng chảy, nhôm(III) oxit được hòa tan và sau đó điện phân để cung cấp cho số lượng lớn kim loại Al.

## Sử dụng thích hợp
Cùng với zirconi(IV) fluoride, nhôm fluoride là một thành phần để sản xuất kính floroaluminat.
Nó cũng được sử dụng để ức chế quá trình lên men.
Giống như magie fluoride, nó được sử dụng như một màng mỏng kim loại chỉ số thấp, đặc biệt là cần độ trong suốt UV xa, lắng đọng của nó bằng cách lắng đọng hơi vật lý, đặc biệt bởi sự bay hơi, là thuận lợi.

## Hợp chất khác
AlF3 còn tạo một số hợp chất với NH3, như AlF3·NH3 là chất rắn trắng.